# ナンス・ペテルス
ナンス・ペテルス（Nans Peters、1994年3月12日 - ）はフランス、グルノーブル出身の自転車競技選手。ナンズ・ピーターズとも表記される。

## 主な戦績

### 2019
- ジロ・デ・イタリア 区間優勝(第17ステージ)

### 2020
- ツール・ド・フランス 区間優勝(第8ステージ)[2]

### 2023
- トロフェオ・ライグエーリア 優勝